# Buchenavia hoehneana
Buchenavia hoehneana är en tvåhjärtbladig växtart som beskrevs av Nilza Fischer de Mattos. Buchenavia hoehneana ingår i släktet Buchenavia och familjen Combretaceae. Inga underarter finns listade i Catalogue of Life.